# Максимовская (Кирилловский район)
Максимовская — деревня в Кирилловском районе Вологодской области.
Входит в состав Коварзинского сельского поселения, с точки зрения административно-территориального деления — в Коварзинский сельсовет.
Расстояние по автодороге до районного центра Кириллова — 48 км, до центра муниципального образования Коварзино — 12 км. Ближайшие населённые пункты — Молоди, Князево, Аксеновская.
По данным переписи в 2002 году постоянного населения не было.